# Жаберная полость
Жаберная полость — полое пространство, расположенное между жабрами и внутренней поверхностью жаберных крышек. Жаберная полость обычно существует у тех животных, у которых жабры не свободно торчат в воде, а спрятаны в особых углублениях тела или прикрыты особыми защищающими их органами. Так, у большинства рыб жаберная полость ограничена жаберными крышками, прикрывающими снаружи жабры. При таком устройстве полости вода поступает в неё из глотки, через внутренние жаберные щели, и затем выходит через наружную жаберную щель. У речного рака жабры лежат в промежутке между боковыми стенками тела и боковыми выступами головогрудного щита. У двустворчатых моллюсков (Lamellibranchiata) жаберные полости ограничены боковыми складками кожи, образующими так называемую мантию, облекающую с боков тело; то есть жабры лежат между телом и мантией. В большинстве случаев существуют при этом особые приспособления, способствующие притоку свежей воды в жаберную полость.